# Gårtjärnet (Glava socken, Värmland)
Gårtjärnet är en sjö i Arvika kommun i Värmland och ingår i Göta älvs huvudavrinningsområde.